# Liste von Anlagen und Einrichtungen der NASA
Die Liste von Anlagen und Einrichtungen der NASA führt Anlagen und Einrichtungen auf, die unter der Leitung der US-amerikanischen Luft- und Raumfahrtbehörde NASA stehen.

## Forschungszentren
- Ames Research Center (ARC), Moffett Federal Airfield in Sunnyvale (Kalifornien), 37° 24′ 54″ N, 122° 3′ 45″ W
- Dryden Flight Research Center (DFRC), Edwards Air Force Base, nahe Lancaster (Kalifornien), 34° 57′ 2″ N, 117° 53′ 12″ W
- Glenn Research Center (GRC) in Brook Park, Ohio, 41° 24′ 46,2″ N, 81° 51′ 44,6″ W
- Goddard Space Flight Center in Prince George’s County (Maryland), 38° 59′ 32″ N, 76° 51′ 8″ W
- Jet Propulsion Laboratory (JPL) in Pasadena (Kalifornien); Teil des California Institute of Technology (Caltech), 34° 11′ 58″ N, 118° 10′ 28″ W
- Langley Research Center (LaRC) in Hampton (Virginia), 37° 5′ 34″ N, 76° 22′ 52,8″ W
- National Space Science and Technology Center (NSSTC) (Space Science and Technology Alliance), 34° 43′ 30″ N, 86° 38′ 42″ W

## Funkstellen
- Canberra Deep Space Communication Complex (CDSCC), Tidbinbilla nahe Canberra, Australien, Teil des Deep Space Networks, 35° 24′ 5″ S, 148° 58′ 54″ O
- Goldstone Deep Space Communications Complex (GDSCC), 60 Kilometer nördlich von Barstow (Kalifornien), Teil des Deep Space Networks, 35° 25′ 36″ N, 116° 53′ 24″ W
- Honeysuckle Creek Tracking Station, 35° 35′ 2″ S, 148° 58′ 37″ O
- Madrid Deep Space Communications Complex (MDSCC), Robledo de Chavela bei Madrid, Spanien, Teil des Deep Space Networks, 40° 25′ 53″ N, 4° 14′ 53″ W
- Near Earth Network (NEN), Teil des Space Operations Mission Directorate
- Orroral Valley Tracking Station (Teil von NASA's Spacecraft Tracking and Data Acquisition Network (STADAN)) 50 km südlich von Canberra, Australien, 35° 37′ 43″ S, 148° 57′ 21″ O

## Leitstellen und Verwaltung
- Lyndon B. Johnson Space Center in Houston (Texas), 29° 33′ 23″ N, 95° 5′ 15″ W
- NASA Headquarters, Independence Square Complex in Washington, D.C., 38° 52′ 58,8″ N, 77° 0′ 58,7″ W

## Produktions- und Testzentren
- Independent Verification and Validation Facility (IV&V) in Fairmont (West Virginia)
- John C. Stennis Space Center im Hancock County (Mississippi), 30° 22′ N, 89° 36′ W
- Marshall Space Flight Center (MSFC) im Redstone Arsenal in Huntsville (Alabama), 34° 42′ 40″ N, 86° 39′ 13″ W
- Michoud Assembly Facility östlich von New Orleans (Louisiana), in Kooperation mit Lockheed Martin Michoud Space Systems, 30° 1′ 22″ N, 89° 54′ 54″ W
- White Sands Test Facility (WSTF) in Las Cruces (New Mexico), 32° 33′ 47″ N, 106° 34′ 12″ W

## Start- und Landeanlagen
- Kennedy Space Center auf Merritt Island (Florida), 28° 35′ 7″ N, 80° 39′ 3″ W
- Shuttle Landing Facility, 28° 36′ 54″ N, 80° 41′ 40″ W

### Flugzeuge
- Shuttle Carrier Aircraft
- Shuttle Training Aircraft
- uvm.

### Schiffe
- Freedom Star
- Liberty Star
- Retriever

### Sonstiges
- Christopher C. Kraft Jr. Mission Control Center im Lyndon B. Johnson Space Center in Houston, Texas
- NASA radio communications and spacecraft tracking complexes
- NASA Integrated Services Network (NISN), Teil des Marshall Space Flight Center
- NASA Office of Inspector General (Innenrevision)
- NASA STI Program (STIPO)
- NASA Visitor Center (Wallops Flight Facility)
- Office of Logic Design